# Les Avanchers-Valmorel
Les Avanchers-Valmorel és un municipi francès situat al departament de la Savoia i a la regió d'Alvèrnia-Roine-Alps. L'any 2007 tenia 767 habitants.

## Demografia

### Població
El 2007 la població de fet de Les Avanchers-Valmorel era de 767 persones. Hi havia 364 famílies de les quals 148 eren unipersonals (92 homes vivint sols i 56 dones vivint soles), 100 parelles sense fills, 104 parelles amb fills i 12 famílies monoparentals amb fills.
La població ha evolucionat segons el següent gràfic:
Habitants censats

### Habitatges
El 2007 hi havia 2.929 habitatges, 367 eren l'habitatge principal de la família, 2.520 eren segones residències i 42 estaven desocupats. 449 eren cases i 2.391 eren apartaments. Dels 367 habitatges principals, 244 estaven ocupats pels seus propietaris, 89 estaven llogats i ocupats pels llogaters i 34 estaven cedits a títol gratuït; 10 tenien una cambra, 62 en tenien dues, 101 en tenien tres, 101 en tenien quatre i 93 en tenien cinc o més. 236 habitatges disposaven pel capbaix d'una plaça de pàrquing. A 209 habitatges hi havia un automòbil i a 117 n'hi havia dos o més.

### Piràmide de població
La piràmide de població per edats i sexe el 2009 era:
| Homes | Edats   | Dones |
| ----- | ------- | ----- |
| 0     | 95 o +  | 0     |
| 0     | 90 a 94 | 0     |
| 8     | 85 a 89 | 8     |
| 0     | 80 a 84 | 0     |
| 12    | 75 a 79 | 4     |
| 20    | 70 a 74 | 24    |
| 20    | 65 a 69 | 12    |
| 16    | 60 a 64 | 16    |
| 12    | 55 a 59 | 20    |
| 28    | 50 a 54 | 8     |
| 20    | 45 a 49 | 28    |
| 24    | 40 a 44 | 36    |
| 56    | 35 a 39 | 32    |
| 40    | 30 a 34 | 24    |
| 28    | 25 a 29 | 28    |
| 20    | 20 a 24 | 8     |
| 4     | 15 a 19 | 28    |
| 8     | 10 a 14 | 32    |
| 20    | 5 a 9   | 20    |
| 24    | 0 a 4   | 28    |

## Economia
El 2007 la població en edat de treballar era de 516 persones, 434 eren actives i 82 eren inactives. De les 434 persones actives 422 estaven ocupades (227 homes i 195 dones) i 12 estaven aturades (8 homes i 4 dones). De les 82 persones inactives 33 estaven jubilades, 24 estaven estudiant i 25 estaven classificades com a «altres inactius».

### Ingressos
El 2009 a Les Avanchers-Valmorel hi havia 344 unitats fiscals que integraven 749,5 persones, la mediana anual d'ingressos fiscals per persona era de 18.904 €.

### Activitats econòmiques
Dels 207 establiments que hi havia el 2007, 3 eren d'empreses alimentàries, 2 d'empreses de fabricació d'altres productes industrials, 16 d'empreses de construcció, 25 d'empreses de comerç i reparació d'automòbils, 3 d'empreses de transport, 38 d'empreses d'hostatgeria i restauració, 3 d'empreses d'informació i comunicació, 3 d'empreses financeres, 19 d'empreses immobiliàries, 8 d'empreses de serveis, 76 d'entitats de l'administració pública i 11 d'empreses classificades com a «altres activitats de serveis».
Dels 46 establiments de servei als particulars que hi havia el 2009, 1 era una oficina bancària, 2 paletes, 4 guixaires pintors, 3 fusteries, 2 lampisteries, 2 electricistes, 1 empresa de construcció, 1 perruqueria, 23 restaurants, 6 agències immobiliàries i 1 tintoreria.
Dels 21 establiments comercials que hi havia el 2009, 2 eren botigues de més de 120 m², 2 botiges de menys de 120 m², 3 fleques, 1 una carnisseria, 1 una llibreria, 1 una botiga d'equipament de la llar i 11 botigues de material esportiu.
L'any 2000 a Les Avanchers-Valmorel hi havia 24 explotacions agrícoles que ocupaven un total de 555 hectàrees.

## Equipaments sanitaris i escolars
L'únic equipament sanitari que hi havia el 2009 era una farmàcia.
El 2009 hi havia una escola elemental.

## Poblacions més properes
El següent diagrama mostra les poblacions més properes.